# هوراس ميرفي
هوراس ميرفي (بالإنجليزية: Horace Murphy)‏ هو ممثل أمريكي، ولد في 3 يونيو 1880 في الولايات المتحدة، وتوفي بنفس المكان في 20 يناير 1975.

## وصلات خارجية
- هوراس ميرفي على موقع IMDb (الإنجليزية)
- هوراس ميرفي على موقع ألو سيني (الفرنسية)
- هوراس ميرفي على موقع أول موفي (الإنجليزية)
- هوراس ميرفي على موقع قاعدة بيانات الأفلام السويدية (السويدية)
- هوراس ميرفي على موقع قاعدة بيانات الفيلم (الإنجليزية)
- هوراس ميرفي على موقع كينوبويسك (الروسية)